# Tour Hattorpe
La tour Hattorpe (en allemand : Hatdorp)  ou tour derrière Hattorpe (en estonien : Hattorpe-tagune torn) est une tour des remparts de Tallinn en Estonie.

## Présentation
D'un côté de Hattorpe se trouve la tour de Brême, de l'autre côté se trouve la tour Stolting des remparts de Tallinn.
La tour a été construite à la fin du XIVe siècle - début du XVe siècle.
La tour porte le nom du conseiller municipal Hattorpe (1400—1410), dont la maison était située en face de la tour.
En 1878, l'architecte Rudolf Bernhard (et), premier recteur de l'Institut des ingénieurs civils de Saint-Pétersbourg, se fit construire la maison de style néo-gothique a l'adresse Pikk 62 sur le terrain de la tour.
L'architecte Andri Ksenofontov écrit à ce sujet: « À une époque où les derniers vestiges de nombreuses tours disparaissaient progressivement du paysage urbain, Bernhard a conçu la façade sud-est de son bâtiment à partir des remparts de la ville et de la tour. Des pièces rondes entraient dans la tour Hattorpe, avec des meurtrières médiévales comme fenêtres ».
En 1896, le fils de Rudolf, Erwin Bernhard (et), également célèbre architecte, construisit un nouvel étage au sommet de la tour dans un style de conte de fées néo-gothique.
L'édifice est actuellement une propriété résidentielle privée.
Près de la tour se trouve un monument dédié au poète écossais Robert Burns (1759-1796)..

## Galerie

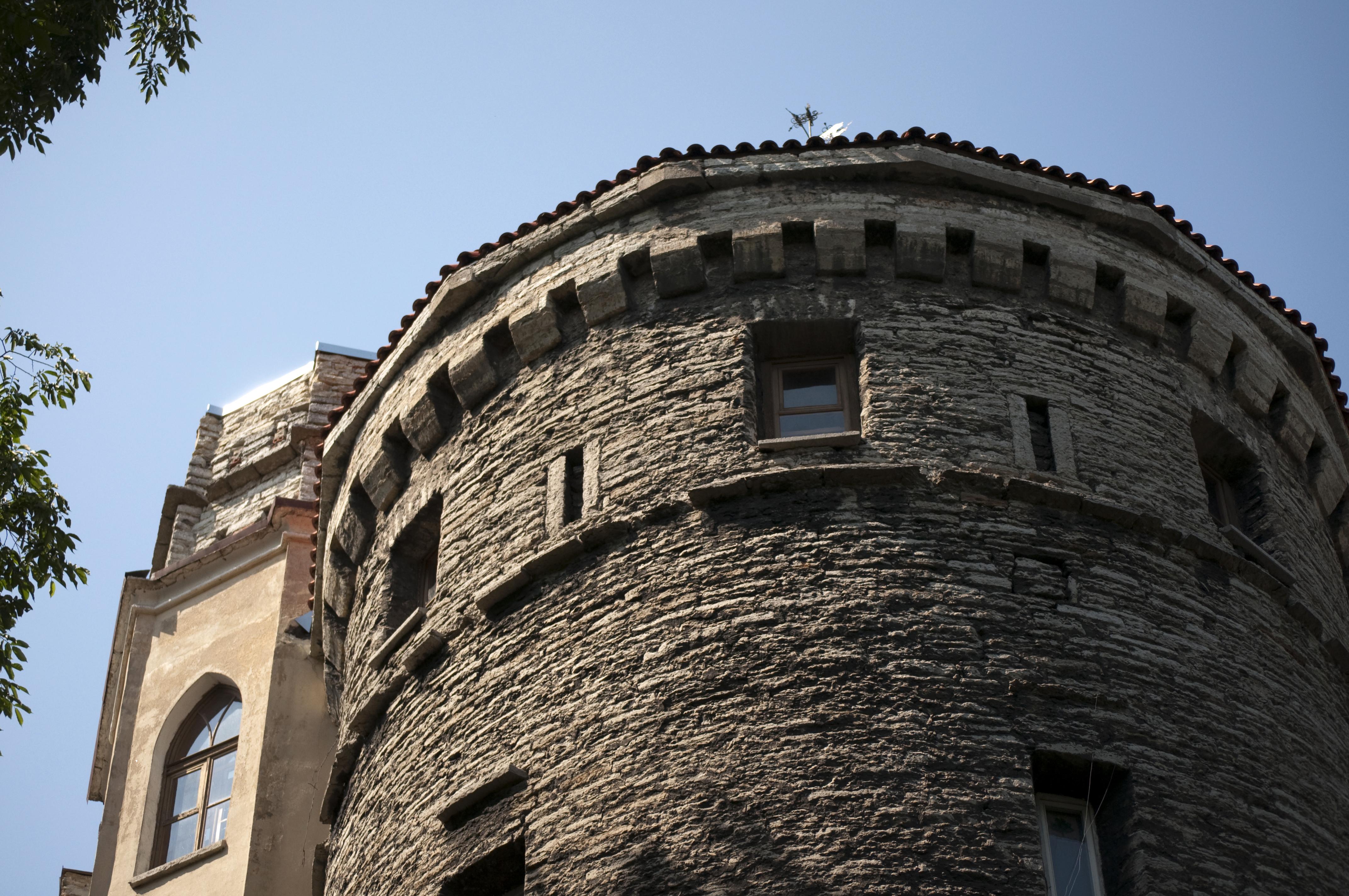